# 崔丹尼尔
崔丹尼爾（韓語：최다니엘，1986年2月22日—），韓國男演員。大學畢業後，開始進軍廣告界。2009年，崔丹尼爾在令韓國人民狂熱的情景喜劇《穿透屋頂的HighKick》中飾演李志勳，擄獲了很多的女人心。2015年10月2日入伍，因腿傷的緣故，被判定得以「公益兵」服役2年。

## 出道與演藝經歷
2005年，崔丹尼爾因獨特的廣告歌曲而成為熱議話題的某手機廣告，在其中飾演背著部長開小差的新進社員而受到關注。清新的廣告企劃意圖、新鮮的內容和新面孔，因此獲得了眾人關注，崔丹尼爾就是在這樣的背景下進入了人們的視線。
後來，對以新人的他而言，以電視劇配角身份出道，在2008年的電視劇《他們的世界》中飾演了經常闖禍但沒能力善後的衝動導演助理楊秀景。此劇因頂級明星情侶玄彬和宋慧喬共同主演而受到了觀眾的關注，但最終只創下個位數的收視率，故此時的崔丹尼爾沒有給觀眾留下深刻印象。之後他繼續出演電視劇和電影中的小角色。
2009年，崔丹尼爾受邀於令韓國人民狂熱的情景喜劇《穿透屋頂的HighKick》中，飾演令人琢磨不透的男人李志勳，擄獲了包括申世京和黃正音在內的所有女人心。可能在別人看來崔丹尼爾從首部廣告的成功到出演《穿透屋頂的HighKick》，乘勝追擊，其早早已品嘗到成功滋味。實際上，崔丹尼爾從高中時期就夢想成為演員，曾經無數次敲開劇團的大門，也參加了無數次的選拔會，是一位付出了長時間努力的演員。現在崔丹尼爾透過出演《穿透屋頂的HighKick》此部電視劇的這個絕佳機會，作為跨出演員生涯的一大步，讓各方更加受其吸引且更密切地關注他未來的動向和發展。
2010年，出演了賣座電影《大鼻子情聖：戀愛操作團》，是一部以為幫助因無法實現自己愛情夢想而苦惱的男子們成就愛情的公司為中心的喜劇電影，與嚴泰雄、朴信惠、李珉廷共同在大銀幕出演合作。2011年，和張娜拉共同主演KBS電視劇《童顏美女》，並在2012年與張娜拉第二次攜手合作《學校2013》。
2014年，於KBS電視劇《Big Man》飾演擁有雙面性格的反派富二代商人姜東錫，與以往形象正面的角色演出有所不同。
2017年，與白珍熙出演KBS月火連續劇《神級秘書》，飾演男主角南致源，獲得很高的評價和收視成績。

## 演出作品

### 電視劇
- 2004年：EBS《學校的故事》
- 2006年：KBS《黄金蘋果》
- 2008年：KBS《他們的世界》飾演 楊秀景
- 2009年：MBC《綜合醫院2》飾演 卞泰浩（客串）
- 2009年：MBC《做得好 做的妙》飾演 李恩赫
- 2009年：MBC《穿透屋顶的HighKick》飾演 李志勳
- 2010年：tvN《不可思議愛上你》（客串）
- 2011年：KBS《童顏美女》飾演 崔振旭
- 2011年：SBS《The Musical》飾演 洪才伊
- 2012年：MBC《Highkick3短腿的反擊》飾演 李智勛（客串）
- 2012年：TV朝鮮《好運來》（客串）
- 2012年：SBS《幽靈》飾演 朴奇永（客串）
- 2012年：KBS《學校2013》飾演 姜世燦
- 2013年：KBS《期待戀愛》飾演 車奇泰
- 2014年：KBS《Big Man》飾演 姜東錫
- 2015年：tvN《Heart to Heart》飾演 崔社長（客串）
- 2017年：KBS《Jugglers》飾演 南致源
- 2018年：KBS《今天的偵探》飾演 李多日
- 2019年：KBS《各位國民》飾演 看樓夫婦 （客串）
- 2020年：tvN《雖然是精神病但沒關係》MK廣告執行長、文英的粉絲。（客串）
- 2022年：JTBC《飛起來吧蝴蝶》飾演 安光秀
- 2022年：SBS《今日的網漫》飾演 石智亨
- 2023年：Netflix《假面女郎》飾演 朴啟勛
- 2024年：JTBC《陪玩的女人》飾演 路過藥店的路人 （客串）
- 2024年：JTBC《浪漫這一家》饰演 朴贤吴（特别出演）
- 2024年：KBS joy+Netflix《今天也很抱歉》

### 電影
- 2009年：《瑜伽學院》
- 2010年：《大鼻子情聖：戀愛操作團》飾演 李相勇
- 2012年：《共謀者》飾演 李尚浩
- 2012年：《桃樹》
- 2013年：《11點》
- 2015年：《技術者們》飾演 畫廊代表
- 2015年：《惡意編年史》飾演 金進奎
- 2015年：《治外法權》
- 2019年：《緝凶對決（朝鲜语：비스트 (2019년 영화)）》飾演 鍾燦

### MV
- 2004年：A.one《Turn It Up》
- 2010年：褐眼男子《Love Ballad》
- 2013年：任昌丁《請開門》
- 2014年：Wax《Coin Laundry》

### 綜藝節目
- 2025年：SBS《叢林飯2》
- 2025年：SBS《Running Man》租賃成員

## 獲獎經歷
| 年份   | 頒獎典禮    | 獎項                          | 作品                 | 備註             |
| ------ | ----------- | ----------------------------- | -------------------- | ---------------- |
| 2009年 | MBC演技大獎 | 情境喜劇部門 男子新人賞       | 穿透屋頂的High Kick  |                  |
| 2011年 | KBS演技大獎 | 迷你電視劇部門 男子優秀演技賞 | 童顏美女             |                  |
| 2013年 | KBS演技大獎 | 獨幕劇部門 男子優秀演技賞     | 期待戀愛             |                  |
| 2018年 | KBS演技大獎 | 迷你電視劇部門 男子優秀演技賞 | 神級秘書、今天的偵探 |                  |
| 2018年 | KBS演技大獎 | 最佳情侶賞                    | 神級秘書             | 與白珍熙共同獲獎 |

## 外部連結
- 崔丹尼尔的Instagram帳戶
- 崔丹尼尔的X（前Twitter）
- 崔丹尼尔在NAVER上的资料
- 崔丹尼尔在互联网电影资料库（IMDb）上的資料（英文）
- 崔丹尼尔在豆瓣上的资料（简体中文）
- 崔丹尼爾官方CAFE （页面存档备份，存于）